# Bonvillers
Bonvillers je francouzská obec v departementu Oise v regionu Hauts-de-France. V roce 2012 zde žilo 219 obyvatel.

## Sousední obce
Ansauvillers, Beauvoir, Campremy, Chepoix, Saint-André-Farivillers

## Vývoj počtu obyvatel
Počet obyvatel 